# Боговін Віталій Вікторович
Віталій Вікторович Боговін (нар. 17 серпня 1969 року, Більмак, Запорізька область) — підприємець в аграрній сфері, очільник Запорізької ОДА. Співвласник групи компаній BKW Group. Голова Запорізької обласної державної адміністрації з 11 червня по 18 грудня 2020 року. Голова Запорізької обласної ради з 15 по 23 грудня 2020 року.

## Життєпис
Народився в смт Куйбишеве (зараз — Більмак) Запорізької області.
1984—1988 — навчався в Ногайському радгосп-технікумі у Приморську за спеціальністю «Зоотехнік». З 1988 служив у армії, далі продовжив навчання.
1990—1995 — навчався в Дніпропетровському аграрно-економічному університеті за спеціальністю «зооінженер».
З 1991 року працював бригадиром тракторної бригади в колгоспі «Україна» Куйбишевського району, далі там же протягом десяти років був заступником директора, шість років очолював агрофірму «Батьківщина» у сусідньому Пологівському районі.

### BKW Group
2006 року засновує компанію «Бізон-тех», підприємство з дистрибуції насіння і добрив, 2009 року відкриває сільськогосподарське виробництво, створює агрохолдинг Landfort. Із співзасновником Вадимом Коверніком купив агрофірму «Солодководне» в Запорізькій області з земельним банком на 3 тис. га, з часом площа виробництва займала 37 тис. га і складалась з 8 аграрних підприємств.
2012 року створив трейдингову компанію «Амбар Експорт», 2014 — компанію «Океан Інвест» для виробництва засобів захисту рослин.
2016 року Віталій об'єднав усі активи у групу компаній BKW Group, що складалась з 16 юридичних осіб та 1800 працівників.

## Політика
Кандидат на посаду народного депутата на виборах 2019 року від партії «Слуга народу» (в.о. № 78, Бердянськ з населеними пунктами Бердянської міськради, Бердянський, Більмацький, Розівський, Чернігівський райони). На час виборів: директор ПП «Бізон-Тех 2006», безпартійний. Проживає в селі Сонячне Запорізького району Запорізької області.
З 11 червня по 18 грудня 2020 року — голова Запорізької обладміністрації, замінивши на цьому посту Віталія Туринка.
З 15 по 23 грудня 2020 року — голова Запорізької обласної ради, подав у відставку з посади голови Запорізької облради, на цю посаду було обрано Олену Жук.

## Сім'я
Діти: Анастасія (нар. 21.09.1991), Михайло (нар. 13.04.2014), Назар (нар. 1.09.2016). Громадянська дружина — Чеснок Людмила Миколаївна.